# Cordylanthus laxiflorus
Cordylanthus laxiflorus är en snyltrotsväxtart som beskrevs av Asa Gray. Cordylanthus laxiflorus ingår i släktet Cordylanthus och familjen snyltrotsväxter. Inga underarter finns listade i Catalogue of Life.